# المزرد بن ضرار
مزرد بن ضرار بن حرملة بن سنان المازني الذبياني الغطفاني (ويقال: اسمه يزيد غلب عليه لقبه مزرد) (توفي نحو 10 هـ / 631م). فارس شاعر جاهلي أدرك الإسلام، هجّاء، حَلَفَ ألا ينزل به ضيف إلا هجاه، ولا يتنكب بيته إلا هجاه. أدرك الإسلام في كبره وأسلم. وهو الأخ الأكبر للشماخ معقل بن ضرار (المتوفى سنة 22 هـ 642 م).
وهو القائل في وصف آشعاره في الهجاء من أبيات:

## قدامه الى رسول الله
وقال أبو عمر قدم على رسول الله صلى الله عليه وسلم فأنشد له أبياتًا منها:
```
تعلم رسول الله لم أر مثلهم ** أحن على الأدنى وأقرب للفضل
```

```
تعلم رسول الله أنا كأننا ** أفأنا بأنمار ثعالب ذي غسل
```

وأنمار رهطه وكان يهجوهم وذكره العسكري في باب من أدرك النبي صلى الله عليه وسلم من الشعراء وحكى بعضهم أنه قدم على النبي صلى الله عليه وسلم فأنشده شعرًا وقال المرزباني كان يكنىابا ضرار وقيل أبا الحسن وهو أسن من الشماخ وله أشعار شهيرة وكان هجاء حلف ألا ينزل به ضيف إلا هجاه ولا يتنكب بيته ولا بيت ابنه إلا هجاه ثم أدرك الإسلام فأسلم

هو القائل: *صحا القلب عن سلمى ومل العواذل* يقول فيها:

وقد علموا في سالف الدهر أنني ** ممن إذا جد الجراء ونابل
زعيم لمن فارقته بأرابد ** يعان بها الساري وتحدى الرواحل
وأنشد بن السكيت لمزرد من أبيات
تبرأت من شتم الرجال بتوبة ** إلى الله مني لا ينادي وليدها